# 奧氏南鰍
奧氏南鰍（學名：Schistura daubentoni）為輻鰭魚綱鯉形目條鰍科南鰍屬的其中一種。分布於亞洲寮國及柬埔寨的湄公河流域，本魚體側具有6條深褐色寬橫帶，在尾鰭基底上的一個大的斑塊，尾鰭上的一條狹窄的垂直斑紋，側線不完整，僅止於肛門，尾鰭略凹，背鰭軟條12枚，臀鰭軟條8枚，體長可達3.5公分，棲息在沙石底質、水淺的河川底中層水域，以水生昆蟲為食，生活習性不明。

## 扩展阅读
維基物種上的相關：奧氏南鰍